# Sergio Vázquez
Sergio Fabían Vázquez (ur. 23 listopada 1965 w Buenos Aires) – argentyński piłkarz, grający na pozycji obrońcy.
Vázquez rozpoczął swoją karierę w 1985 roku w klubie Ferro Carril Oeste. Odszedł z niego w 1991 roku, w 1992 był piłkarzem Racingu Club de Avellaneda, w którym rozegrał tylko 9 spotkań po czym zmienił klub na Rosario Central (17 meczów, dwie bramki). W latach 1993–1995 grał dla CD Universidad Católica, a w 1996 dla Banfield. Karierę zakończył w 1997 w klubie Avispa Fukuoka dla którego rozegrał 20 meczów.
W latach 1991–1994 wystąpił 30-krotnie w reprezentacji Argentyny.